# Geert Wellens
Geert Wellens (* 30. Januar 1983 in Herentals) ist ein ehemaliger belgischer Radrennfahrer mit Schwerpunkt im Cyclocross.
Wellens wurde dreimal belgischer Meister im Cyclocross: 1999 in der Jugendklasse und 2001 bei den Junioren und 2010 bei den Elitefahrern ohne Vertrag bei einem UCI-Team. In der U23-Klasse belegte er 2004 den dritten Platz bei der nationalen Meisterschaft. Mit dem Sieg beim U23-Rennen in Gieten 2004 gelang ihm ein Erfolg in einem Wettbewerb des internationalen Kalenders. Bei der Militär-Weltmeisterschaft 2007 gewann er die Silbermedaille.
Geert Wellens ist der jüngere Bruder von Bart Wellens, der zweimal Cyclocrossweltmeister wurde. Auch nach dem Ende seiner Karriere blieb Wellens dem Sport verbunden, er organisiert jährlich ein Cyclocrossrennen in Vorselaar.

## Erfolge
1999
- Belgischer Cross-Meister (Jugend)

2001
- Belgischer Cross-Meister (Junioren)

2003
- Gieten (U23)

2004
- Belgische Cross-Meisterschaften (U23)

2007
- Militärweltmeisterschaften - Cross

2010
- Belgischer Cross-Meister (Elite ohne Vertrag)

## Teams
- 2001 Spaar Select Team
- 2002 Spaar Select Team

- 2004 Spaar Select Team (bis 31.08.)
- 2004 Fidea Cycling Team (ab 01.09.)
- 2005 Fidea Cycling Team
- 2006 Fidea Cycling Team
- 2007 Fidea Cycling Team (bis 01.09.)